# 綱木村
綱木村（つなぎむら）は、かつて新潟県東蒲原郡にあった村。

## 沿革
- 1889年（明治22年）4月1日 - 町村制施行に伴い、旧来の北蒲原郡綱木村、古岐村、中ノ沢新田が合併して発足。北蒲原郡より東蒲原郡となる。
- 1908年（明治41年）9月1日 - 東蒲原郡三川村と合併し、改めて三川村が発足。同日綱木村廃止。